# Os marí septentrional
L'os marí septentrional (Callorhinus ursinus) és una espècie de mamífer pinnípede de la família dels otàrids. És l'única espècie vivent del gènere Callorhinus. Viu a les costes i illes de gran part d'Alaska i Sibèria (illes Pribilof), tot i que també cria més al sud, en aigües canadenques i estatunidenques.

## Descripció
Els ossos marins septentrionals tenen un dimorfisme sexual extrem. Els mascles mesuren entre un 30-40% més que les femelles adultes i pesen fins a 4.5 vegades més
El cap és escurçat en ambdós sexes, ja que el musell és molt curt i té una forma corbada. El nas és petit i s'estén lleugerament per sobre de la boca en les femelles i de manera moderada en els mascles. El pelatge és gruixut i luxuriant de color cremós. Les característiques de les aletes anteriors i posteriors són úniques de l'espècie. No hi ha pell a la part superior de les aletes i es veu una brusca «línia neta» al canell, on acaba la pell. Les aletes posteriors són proporcionalment les més llargues en qualsevol otàrid per les extensions extremadament llargues i cartilaginoses en tots els dits.
Les orelles són llargues i visibles tot i que els animals més vells no tenen pelatge a les puntes.

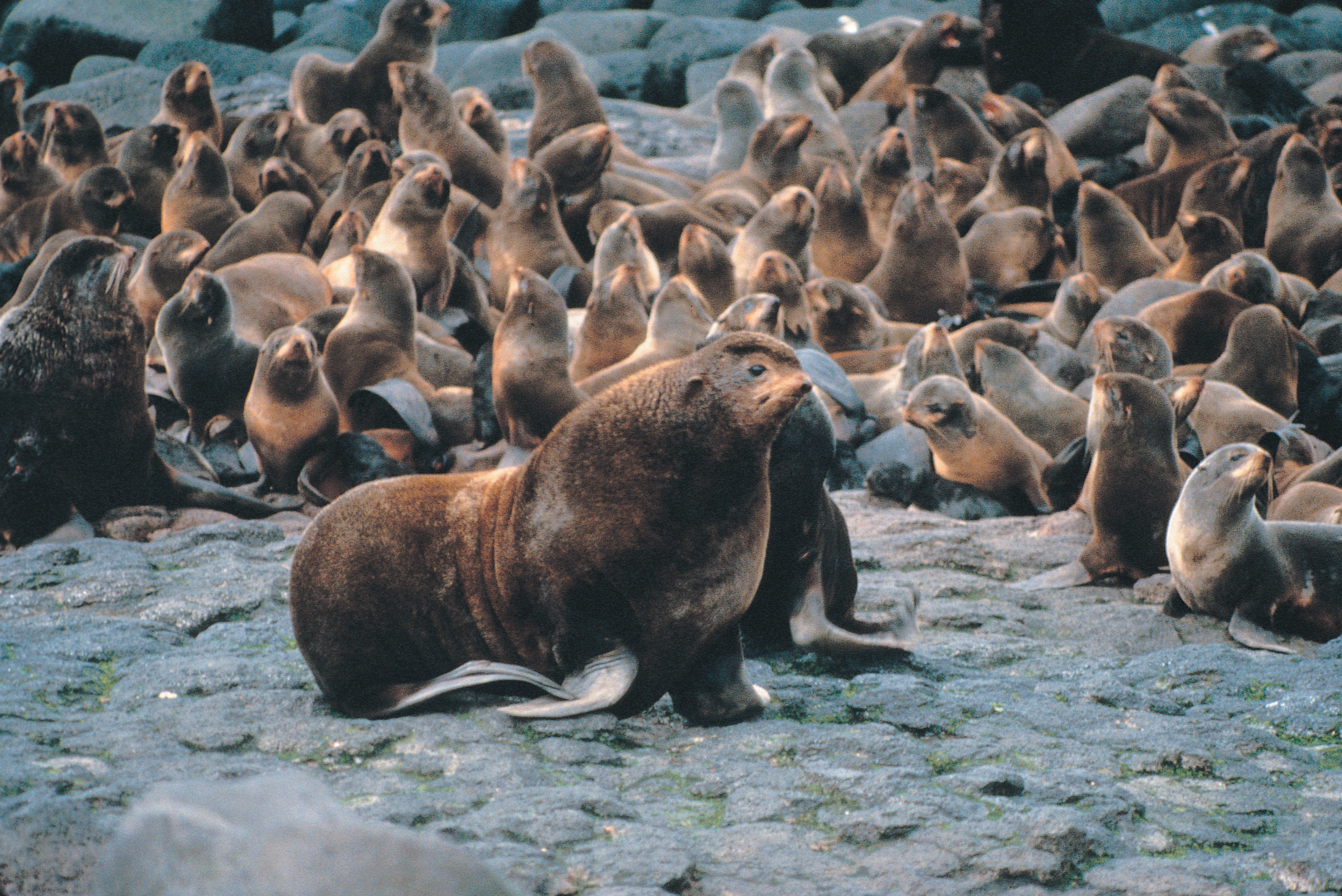
Callorhinus ursinus

Els bigotis (vibrisses) poden ser molt llargs i s'estenen més enllà de les orelles. Els adults tenen totes les vibrisses blanques, mentre que els joves i subadults tenen una barreja de blanques i negres, incloent-hi alguns que tenen bases fosques i puntes blanques. Els cadells en canvi tenen totes les vibrisses negres. Els ulls són grans especialment en femelles, subadults i joves. Els mascles adults tenen una constitució robusta i tenen colls engrandits (gruixuts i amples). Tenen una cabellera llarga que s'estén des del coll fins a les espatlles cobrint la nuca, el coll, el pit i la part superior de l'esquena.
Tot i que els cranis dels mascles adults són grans i robusts en comparació a la seva grandària general, els seus caps semblen petits per la combinació d'un musell curt i un coll gran. Els mascles adults tenen un front brusc format per l'elevació de la corona a partir del desenvolupament de les crestes sagitals, i el pèl més gruixut es troba a la part superior del cap.
Els mascles adults tenen una constitució robusta i tenen colls engrandits (gruixuts i amples). Tenen una crinera de pels gruixuts i llargs que s'estén des del coll inferior fins a les espatlles, cobrint així el pit i l'esquena superior. Els mascles adults tenen un front brusc format per l'elevació de la corona a partir del desenvolupament de les crestes sagitals, i la pell més gruixuda de la crinera a la part superior del cap. Els canins són molt més llargs i tenen un major diàmetre en els mascles adults que en femelles adultes.

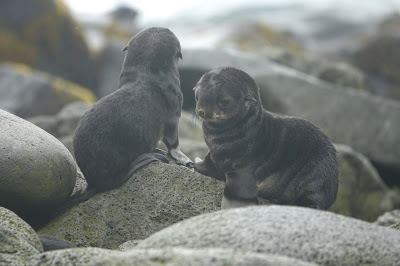
Cadells d'os marí septentrional

Les femelles joves i adultes són de constitució moderada. Tenen una coloració més complexa i variable que els mascles adults, tot i que diferenciar els sexes és difícil fins als cinc anys. Són de color gris platejat fosc fins al color carbó. El pit, els flancs, els costats i la part inferior del coll tenen unes tonalitats de color nata i color rovellat. El color rovellat es troba als costats i a dalt de la boca i la barbeta.
En canvi, els mascles adults són de color gris-negre, o de color vermellós-marró fosc per tot el cos. Les trenes poden tenir tonalitats variables de color gris platejat o groguenc en els pèls de la guàrdia. Les cries són negres al néixer. Després de tres o quatre mesos, les cries adquireixen el color de les femelles adultes i subadultes. Els mascles poden mesurar fins a 2,1 m i pesar 270 kg. Les femelles en canvi poden mesurar fins a 1,5 m i pesar 50 kg o més. Els nadons pesen entre 5,4 i 6 kg i medeixen entre uns 60–65 cm de longitud.
Les dents són haplont, és a dir, afilades, còniques i generalment arrelades, com és habitual amb mamífers marins carnívors adaptats a estripar la carn de peix. Igual que amb la majoria dels carnívors, els canins superiors són prominents.
Igual que altres otàrids, els ossos marins septentrionals estan caracteritzats per tenir a una locomoció terrestre eficient. Les seves extremitats posteriors es troben en posició plantígradora i poden girar sota el cos per a la locomoció i el suport quadrúpede. Aquests neden principalment amb la propulsió anterior a causa de la seva fisiologia. Tenen unions flexibles entre les vèrtebres per a una millor mobilitat a l'aigua.
Els patrons de moviment són diferents per als diferents tipus d'immersió i locomoció.

## Distribució i habitat
L'os marí septentrional es troba al nord del Pacífic. Va aproximadament des de la punta sud del Japó fins a la punta sud de la península de Baixa Califòrnia, el mar d'Okhotsk i el mar de Bering.

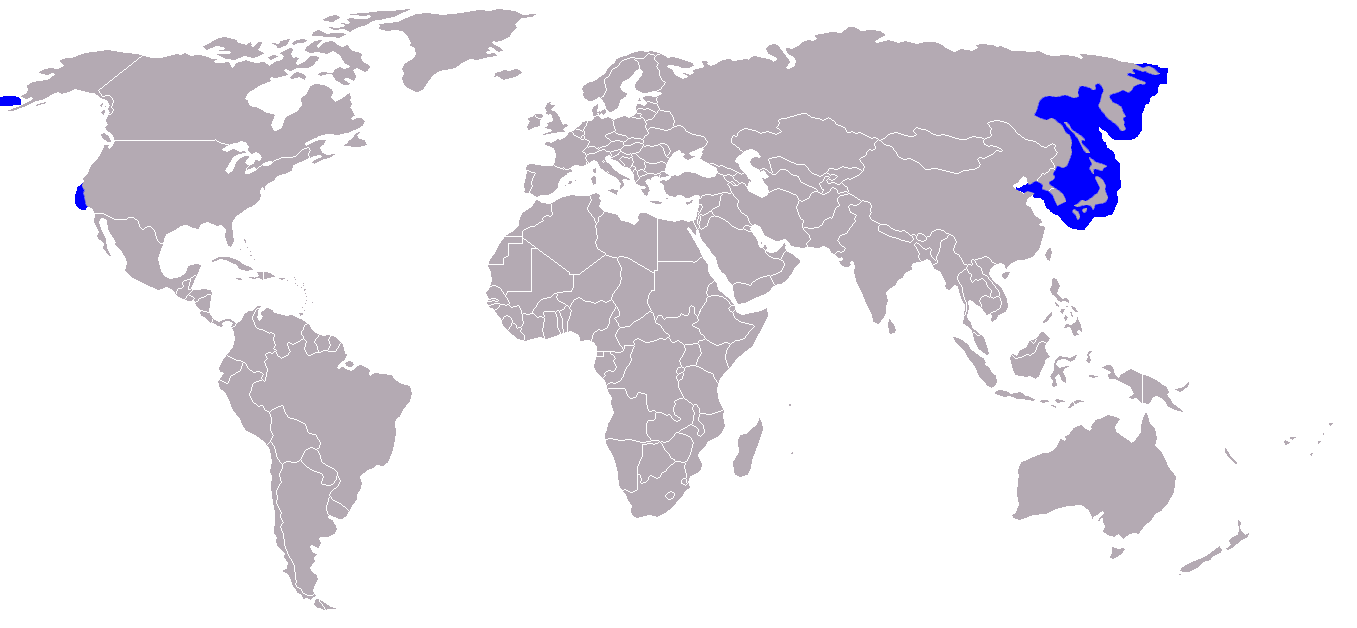
Zona habitada per Callorhinus ursinus

S'estima que hi ha 1,1 milions d'ossos marins septentrionals distribuïts per diferents zones. Aproximadament la meitat d'aquests es reprodueixen a les illes Pribilof, a l'Est del mar de Bering. Uns 200-250.000 es reprodueixen a les Illes Comander, a l'oest del mar Bering. Uns 100.000 es reprodueixen a l'illa Tyuleny a la costa de Sakhalin, al sud-oest d'Okhotsk, i de 60 a 70 mil a les illes centrals de Kuril a Rússia. Les colònies més petites (al voltant de 5.000 animals) es troben a l'illa de Bogoslof a la cadena Aleutiana, a l'illa de San Miguel, al grup Channel Island i a l'illa Farallon del Sud a la costa de Califòrnia.
L'anàlisi d'isòtops estables d'aquest os marí septentrional de l'Holocè (δ13C i δ15N) indica que abans del comerç de les seves pells, era més comú que aquests animals es reproduïssin a les colònies locals a la Colòmbia Britànica, Califòrnia i probablement al llarg del nord-oest de la costa d'Amèrica del Nord.
Durant l'hivern, els Callorhinus ursinus es desplacen cap al sud, amb animals de les colònies russes, entrant regularment per les aigües japoneses i coreanes pel Mar del Japó i amb animals d'Alaska que es desplacen al Pacífic central i oriental fins a la Columbia Britànica, Canadà i fins a la Baixa Califòrnia. Aquest os marí cohabita ocasionalment amb els lleons marins de Steller, sobretot a les colònies reproductives, especialment als Kuriles, les Illes Comandants i les Illes Tyulen'i. Només hi ha un altre llop marí que també es troba a l'hemisferi Nord, és el llop marí de Guadalupe, que es solapa lleugerament amb el llop marí del nord de Califòrnia.

## Ecologia

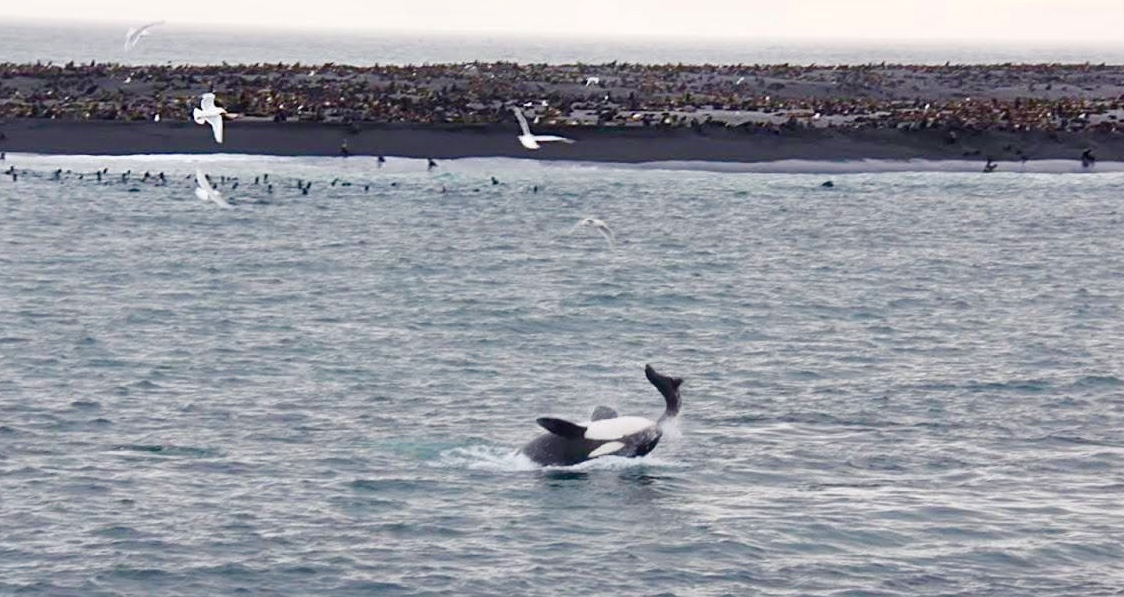
Orca atacant a un Callorhinus ursinus

Callorhinus ursinus són alimentadors oportunistes, principalment s'alimenten amb peixos i calamars en funció de la disponibilitat local. Les preses de peixos identificades inclouen el lluç, l'arengada i el verat. El seu comportament d'alimentació és principalment solitari.
L'os marí septentrional són capturats principalment per taurons i orques. Ocasionalment, els animals petits són menjats per lleons marins Steller. També s'ha observat la depredació de cries vives per guineus àrtiques.
Pel nombre elevat de cries a les colònies on es reprodueixen i l'edat primerenca en que les femelles comencen els seus viatges per a alimentar-se, la mortalitat pot ser relativament alta. Les gavines i les guineus àrtiques s'alimenten de cadàvers de cries d'aquests ossos marins.

## Comportament reproductiu
L'os marí septentrional va a les colònies de criança al maig. En general, els mascles majors de deu anys o més arriben primer i competeixen per als millors llocs de les colònies de reproducció. Aquests es queden a la colònia en dejuni durant tota la temporada de cria. Les femelles arriben una mica més tard. Igual que tots els altres otariids, Callorhinus ursinus són poligàms. Alguns mascles poden aparellar-se amb fins a cinquanta femelles en una única temporada.

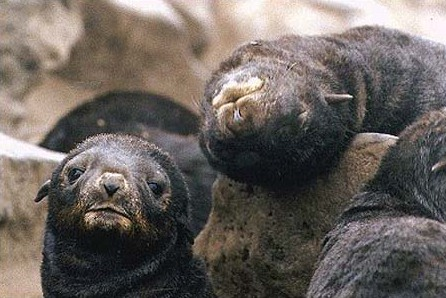
Cadells

S'ha registrat morts de femelles com a conseqüència d'aquests conflictes, tot i que els mateixos mascles rarament es veuen greument ferits. Els mascles joves que no poden adquirir i mantenir un territori de reproducció intenten desplaçar un mascle més vell.
Després de romandre amb els seus cadells durant els primers vuit a deu dies de la seva vida, les femelles comencen a fer excursions de set dies. El deslletament es fa de forma brusca, normalment a l'octubre. La majoria dels animals d'una colònia entren a l'aigua i es dispersen cap al final de novembre, generalment migrant cap al Sud. La fidelitat del lloc de cria és generalment alta per a les femelles Callorhinus ursinus, tot i que els mascles joves sovint van a altres colònies.
Les femelles pareixen generalment en el període des de la fi de juny i tot el mes de juliol. En total la gestació dura al voltant d'un any de manera que les cries nascudes un estiu determinat són producte del cicle de reproducció de l'any anterior.

## Estat

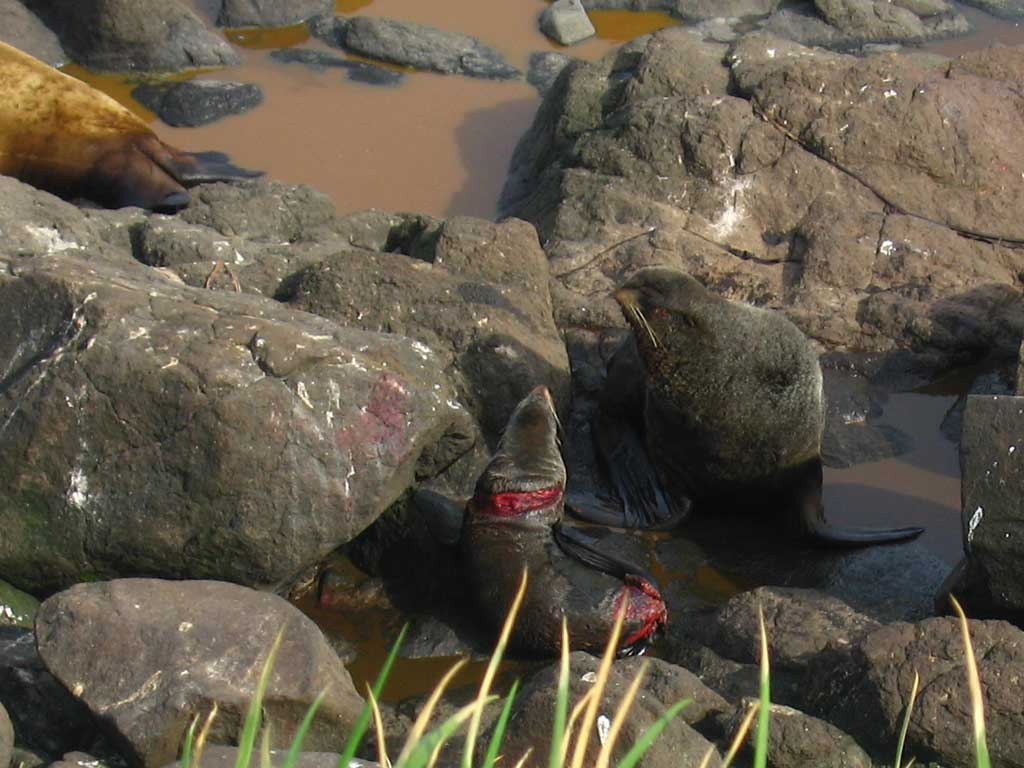
Espècie vulnerable

Recentment, la preocupació per l'estat de les poblacions de Callorhinus ursinus ha augmentat, especialment a les illes Pribilof, on la producció de cries ha disminuït aproximadament un 50% des de la dècada de 1970, amb una caiguda constant d'aproximadament un 6-7% anual. Això els ha permès que siguin catalogats com a «vulnerables» segons la Llei d'espècies en perill dels Estats Units, i ha conduït a un programa intensiu de recerca sobre la seva ecologia conductual i alimentària.
Les causes possibles d'aquest descens són l'augment de la depredació per les balenes assassines, la competència amb la pesca i els efectes del canvi climàtic.

L'os marí septentrional ha estat un aliment bàsic dels pobles nadius d'Àsia nord-oriental i d'Alaska durant milers d'anys. L'arribada dels europeus a Kamchatka i Alaska als segle xvii i xviii, primer de Rússia i després d'Amèrica del Nord, va ser seguida d'un alt comerç de pells. El comerç es va accelerar l'any 1786, quan Gavriil Pribylov va descobrir l'illa de Sant Jordi, una colònia clau dels Callorhinus ursinus. S'estima que 2,5 milions d'ossos marins van ser assassinats entre 1786 i 1867. Aquesta sobreexplotació comercial va provocar un descens de la població. Els russos van ser els que van imposar per primera vegada restriccions de caça a les Illes Pribilof al 1834.

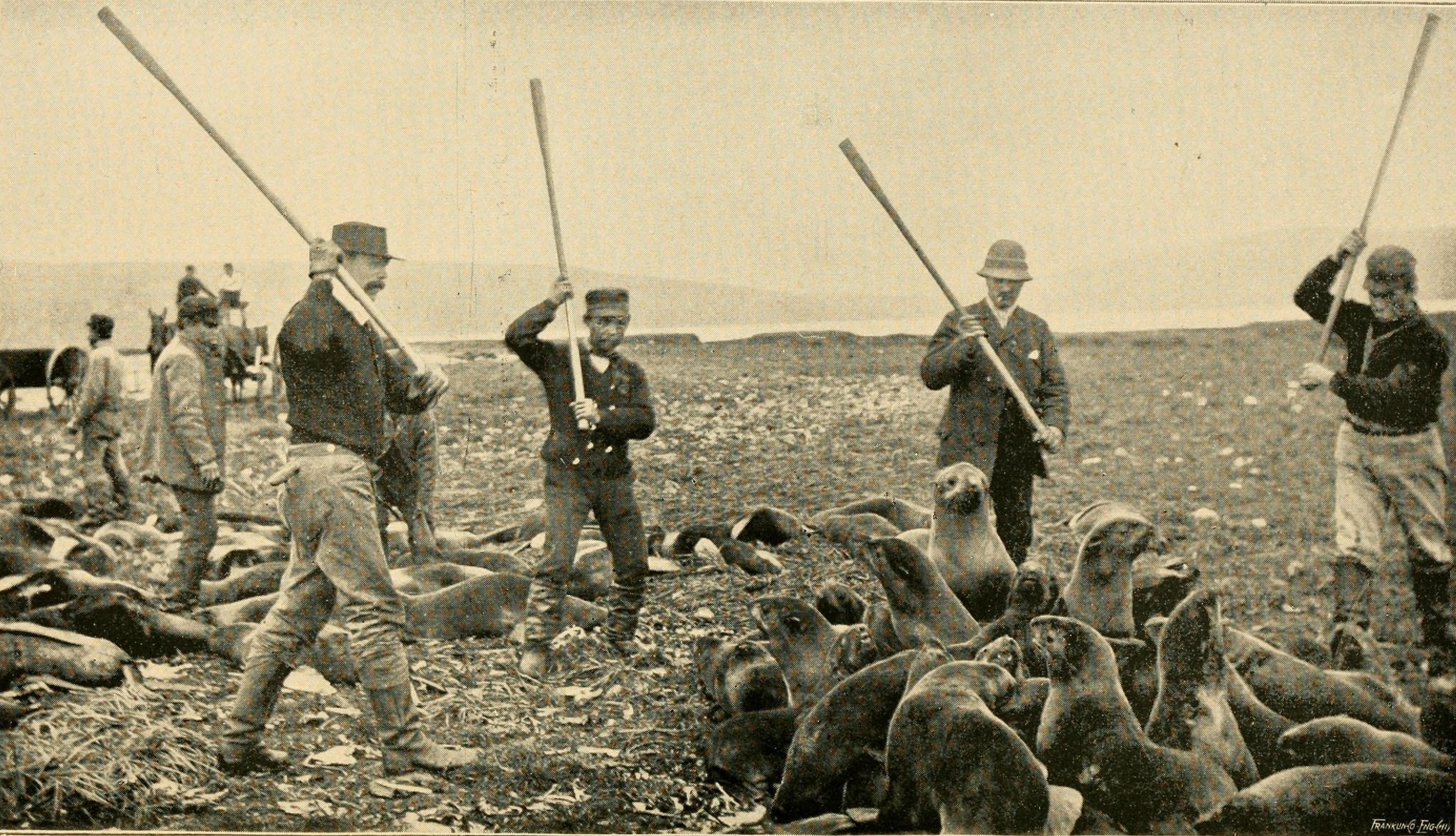
Illa de Sant Paul, Alaska, 1890

Poc després, el 1867, els Estats Units van comprar Alaska a Rússia, de manera que van obtenir el territori de Pribilof. Des del 1870 fins al 1909, la matança d'ossos marins va continuar, de manera que la població de Pribilof, on històricament hi havia milions d'individus, va assolir un mínim de 216.000 animals el 1912.
Gran part de la caça es va suspendre gràcies a la firma del Conveni del Llop Marí del Pacífic del Nord al 1911 per la Gran Bretanya, Japó, Rússia i els Estats Units. La Convenció de 1911 va romandre en vigor fins a l'inici de la Segona Guerra Mundial. Es va firmar un conveni successiu el 1957 i va ser modificat per un protocol el 1963. «La convenció internacional es va fer efectiva a nivell nacional per la Llei del Llop Marí al 1966 (Llei Pública 89-702)»[ 15] Actualment, es permet una cacera de subsistència pels residents de l'illa de Sant Pau i una caça insignificant per Rússia.